# Calendar luni-solar
Un calendar luni-solar, cum sunt calendarele ebraic, samaritean, tibetan sau chinezesc tradițional, este fondat atât pe ciclul anual al Soarelui cât și pe ciclul regulat al fazelor Lunii.
Pentru a rezolva corespondența ciclului anotimpurilor cu ciclul lunilor, aceste calendare sunt bazate pe un calendar lunar, dar în care anul este ajustat la circa fiecare trei ani cu câte o lună intercalară.
Anii, prin urmare, nu au același număr de zile, nici chiar același număr de luni.
Într-adevăr, douăsprezece luni lunare au o durată aproximativ egală cu 354 de zile (12 × 29,5), adică cu circa 11 zile mai puțin față de anul solar, ceea ce ar produce foarte repede o derivă în raport cu anotimpurile. 
Adăugând o a treisprezecea lună la fiecare aproximativ trei ani se reușește realizarea corespondenței acestor ani de 12 sau de 13 luni lunare cu anul solar care ritmează cu anotimpurile. Un an cu treispzece luni lunare poartă numele de an embolismic. El poate servi la prezicerea constelației în apropierea căreia se va produce Luna plină.
Cu acest tip de calendar, la fiecare 19 ani, aceleași date ale anului corespund acelorași faze ale Lunii. Într-adevăr, 19 ani tropici și 235 de luni sinodice nu diferă decât cu 2 ore; este ciclul metonic.
În calendarele tradiționale chinezești sau de tip chinez, se adaugă o lună intercalară de 7 ori în 19 ani. 19 nefiind divizibil prin 7 (este chiar număr prim), determinarea anilor era altădată complexă și făcea apel la conjuncțiile planetelor. Regula actuală constă în a lua anul gregorian, a-l împărți la 19 și a examina restul acestei împărțiri. Dacă restul este 0, 3, 6, 9, 11, 14, 17, atunci anul lunar corespunzător va avea o lună intercalară.

Exemple de corespondențe solare ale anilor lunari embolismici: 2009 (rest = 14), 2012 (rest = 17), 2014 (rest = 0), 2017 (rest = 3), 2020 (rest = 6) etc. 
Calendarele luni-solare au fost utilizate de civilizațiile antice precum sunt chinezii, grecii, romanii, galii și macedonenii, foarte probabil cu scopul de a urmări ritmul anotimpurilor din motive agricole în regiuni temperate cu anotimpuri bine marcate. 
În zilele noastre, calendarele luni-solare ale vechilor evrei și din China imperială nu mai sunt utilizate decât pentru determinarea datelor sărbătorilor religioase sau tradiționale.